# Wolfram von Eschenbach
Wolfram von Eschenbach (Eschenbach, 1170 circa – 1220 circa) è stato un cavaliere e scrittore alla corte di Turingia, considerato uno dei più grandi poeti tedeschi del Medioevo.

## Biografia
Le scarne notizie biografiche sono desumibili solo dalle sue stesse opere. Si presume sia nato a Wolframs-Eschenbach, nella Franconia centrale, località che dal poeta stesso ha tratto il suo nome odierno. Era un laico, forse un ministeriale, non molto abbiente e quindi costretto a cercare favori presso vari signori; in particolare, visse presso la corte del langravio Hermann I di Turingia. Pare non abbia avuto una sistematica educazione cortese, eppure polemizzò coi poeti colti, tra cui Hartmann von Aue e Goffredo di Strasburgo. Rispetto alle opere di questi poeti, dalla forma elegante e scorrevole, Wolfram predilige uno stile robusto e fantasioso, non troppo lontano dal popolareggiante e dal dialettale esplicito, e non scevro d'irregolarità; eppure ottenendo, insolitamente, risultati assai felici, stando alla gran quantità di manoscritti delle sue più celebrate opere epiche.

## Opere
La sua fama è dovuta principalmente alla composizione, avvenuta attorno al 1210, di un poema cavalleresco sul Sacro Graal intitolato Parzival. Oltre a questo poema, di cui ci sono pervenuti circa 25.000 versi, vengono attribuiti al poeta tedesco anche i poemi epici Willehalm e Titurel, chiaramente incompiuti, e l'opera Wächterlieder, una raccolta di poesie d'ispirazione provenzale. La principale caratteristica delle sue opere è la tolleranza nei confronti delle altre religioni, che viene riscontrata assai raramente nelle opere di altri artisti contemporanei.

### Parzival
Composto probabilmente fra il 1200 e il 1210, si tratta della principale opera dell'autore, nonché la prima in ordine cronologico. Wolfram stesso dichiara che il poema è ispirato a un misterioso poeta trovatore "Kyot il Provenzale", mai documentato storicamente e probabilmente inventato; fonte autentica è invece di certo il Conte dou Graal di Chrétien de Troyes, da cui però Wolfram si discosta notevolmente per la rilevanza attribuita alla comunità sacra del Graal, cui accedono solo cavalieri eletti da Dio per custodire la reliquia e a diffonderne nel mondo le virtù santificanti. Centrale è invece il filone che segue le vicende della vita virtuosa del cavaliere Parzival, che da fanciullo incosciente giunge alla dignità di cavaliere del Re Artù e a poi re del Graal. Parallela a questa scorre anche la narrazione delle vicende di Gawan, cavaliere arturiano, ma di stampo più mondano e cortese. S'intrecciano e si alternano così le due visioni dello spirito cavalleresco medievale, in un poema che esalta le virtù virili della costanza e della fedeltà, con esito felice della dura battaglia interiore che Parzival deve sostenere per armonizzare l'ideale del cavaliere terreno col più alto ideale della missione religiosa. Il poema influenzò il libretto dell'opera Parsifal di Richard Wagner.

### Willehalm
Segue il poema omonimo di Ulrich von dem Türlin, che ne racconta l'antefatto, ed è stato successivamente ripreso da Ulrich von Türheim.
Steso probabilmente tra il 1217 e il 1220, si riallaccia all'epica eroica francese delle chansons de geste, in particolare all'Aliscans che è parte del ciclo di Guglielmo d'Orange, eroe dell'epoca di Carlomagno, poi ritiratosi in convento e considerato santo. L'opera descrive le due battaglie che l'eroe Willehalm conduce contro i Mori avanzanti dalla Spagna: la prima rovinosa sconfitta, e il successivo riscatto. La poca chiarezza sulla fine di alcuni personaggi porta a credere che l'opera sia rimasta incompiuta; restano comunque sviluppati a pieno i temi dell'eroe esemplare nell'amore coniugale che lotta per il regno di Dio, a cui possono accedere anche gli infedeli: Willehalm sposa infatti una donna saracena ribattezzata.

### Titurel
Opera contemporanea al Willehalm, o forse appena successiva, certamente incompiuta. Il Titurel, racconta di Sigune, cugina di Parzival e di Schionaturandel, del quale è innamorata, ma che muore nel tentativo di compiere un'impresa al fine di ottenere le grazie della sua bella. Opera non facilmente decifrabile per la sua frammentarietà, si intravede forse nella morale una critica al codice cavalleresco, che impone al cavaliere sottomissione a ogni volere della sua dama, espressione o conferma di una certa autonomia dell'autore.

### Produzione lirica
Minore fu la produzione lirica di Wolfram von Eschenbach rispetto a quella epica, ma le opere assunsero una posizione di rilievo e furono prese a modello, specie per i Tagelieder, opera in cui l'autore arriva a parodiare le manifestazioni cortesi e "colte" della lirica del suo tempo. Anche qui l'autore assume una posizione inconfondibile, come figura isolata che emerge nel panorama poetico medievale tedesco nell'epoca di massima floridezza.